# Станко Володимир Никифорович
Станко Володимир Никифорович (19 лютого 1937 с. Тернівка, Миколаївська область, Україна — 16 лютого 2008 м. Одеса) — український історик, етнолог, археолог. Доктор історичних наук (1983), професор (1990), декан історичного факультету Одеського національного університету імені І. І. Мечникова (1994-2003). Медаль «Ветеран праці» (1987), Почесна грамота Міністерства освіти України (2000), Державної премії України в галузі науки і техніки 2002 р., Орден Паісія Хилендарського першого ступеня (Болгарія, 2004).

## Життєпис
Народився в с. Тернівка, Миколаївської обл. (тепер входить до складу м. Миколаєва) 19 лютого 1937.
У 1955 р. вступив на історико-філологічний факультет університету в м. Ростов-на-Дону, з III-го курсу продовжив навчання на історичному факультеті Одеського університету. Під час навчання Володимир Никифорович розпочав займатися античною історією й археологією під керівництвом професора М. Ф. Болтенка і доцента М. С. Сініцина, а в палеолітичній експедиції під впливом д.і.н., професора П. Й. Борисковського він визначив свої наукові інтереси в розробці питань первісної археології та давньої історії. Під керівництвом останнього В. Н. Станко продовжував збирати та обробляти археологічний матеріал, працюючи з 1960 р. науковим співробітником (згодом заступником директора) Одеського державного археологічного музею. У 1965 р. він вступив до аспірантури Інституту археології АН УРСР (м. Київ) і захистив у 1967 р. кандидатську дисертацію за темою «Мезоліт Північно-Західного Причорномор'я» під керівництвом д. і. н., члена-кореспондента АН УРСР С. М. Бібікова.
Протягом 1968–1976 рр. В. Н. Станко працював старшим викладачем, доцентом кафедри історії стародавнього світу та середньовіччя Одеського державного університету імені І. І. Мечникова. Одним із наставників в цей період для нього став д.і.н, професор П. О. Каришковський, за методичними порадами молодий викладач набував педагогічної майстерності, розробляв курси історії первісного суспільства, основи археології та основи етнографії тощо.
Одночасно з викладацькою діяльністю В. Н. Станко проводить розкопки мезолітичного поселення Мирне (Кілійській р-н Одеської обл.). Саме під час розкопок перевірялись теоретичні надбання попередніх років, накопичувались матеріали для нових оригінальних реконструкцій та висновків, розв'язувались загальнотеоретичні питання з палеоекології, палеоекономіки, палеосоціології мезолітичного населення Степової України. Отримані результати були покладені в основу докторської дисертації «Проблема мезоліту степів Північного Причорномор'я», яка була захищена у 1983 р. в Києві. Опонентами виступили д.і.н., професор О. П. Шерниш, д.і.н., професор П. Й. Борисковський, д.і.н., професор А. Д. Столяр.
У 1976 р. Володимир Никифорович переходить до Інституту археології АН УРСР, в структурі якого за ініціативою В. Н. Станко й П. Й. Каришковського було створено Відділ археології Північно-Західного Причорномор'я в Одесі, який він і очолював до 1989 р. Основним науковим завданням Відділу стала організація та проведення охоронних робіт на новобудовах Одеської області. Це дало можливість підготувати й опублікувати його співробітниками низку наукових збірок і монографій, вперше в Одесі захистити дві докторські і сім кандидатських дисертацій зі спеціальності археологія. З 1978 р. В. Н. Станко розпочав розкопки пізньопалеолетичних пам'яток в долині р. Бакшали. Ці розкопки разом з розкопками поселення Мирне отримали всесвітнє визнання. Дослідження таких пам'яток первісної археології, зокрема археології палеоліту (Анетівка-І і ІІ, Івашково) і мезоліту (Мирне, Білолісся, Гіржеве), палеоекономіки, палеоекології, давньої історії, етнології дали можливість В. Н. Станко вперше в історіографії розробити нові методики вивчення пам'ятників кам'яної доби, схеми комплексного аналізу структури мезолітичного соціуму. Головним принципом його праць стало використання археологічних джерел у відновленні картин історичного минулого.
З 1989 р. повернувся до Одеського університету, де у 1993 р. створив і очолив кафедру археології та етнології України, а протягом 1994–2003 рр. був деканом історичного факультету. Під час роботи на історичному факультеті за ініціативою В. Н. Станко було відроджено етнологічну тематику, відкриті нові спеціальності «археологія» та «етнологія», створена Спеціалізована вчена рада з захисту кандидатських (з 1996 р.) і докторських (з 1999 р.) дисертацій за спеціальностями «Історія України» та «Всесвітня історія», головою якої він був до 2004 р.
Важливим є й той факт, що при кафедрі було створено лабораторію. Тут студенти могли працювати з матеріалами археологічних експедицій. Саме завдяки зусиллям професора Станко у 1996 році було створено Спеціалізовану вчену раду із захисту кандидатських, а з 1999-го – докторських дисертацій за спеціальностями “Історія України” та “Всесвітня історія”.
Протягом 2004—2007 рр. В. Н. Станко працював завідувачем лабораторії «Історія Південної України» та професором кафедри історії України Миколаївського державного університету імені В. О. Сухомлинського, у 2007—2008 рр. — професором кафедри історії Миколаївського державного гуманітарного університету імені П.Могили.
В. Н. Станко проводив активну громадську роботу. Він був членом редколегії Всеукраїнського журналу «Археологія», членом Всеукраїнської організації та членом Президії обласної філії товариства охорони пам'яток історії та культури, головою українського відділення Російського археологічного товариства, членом Спеціалізованої вченої ради з захисту докторських дисертацій при Інституті археології НАН України, науковим керівником Міжнародного проекту «Скіфія до скіфів» в рамках програми «INTAS». У 1996 р. став одним із ініціаторів створення Одеського наукового товариства болгаристів.
Створив наукову школу, в рамках якої, під його безпосереднім керівництвом захистили кандидатські дисертації 17 пошукачів.
Помер в м. Одеса. На місці розпочатих ним розкопок поселення Анетівка-ІІ у 2009 р. установлено пам'ятну відзнаку на його честь.

## Наукова діяльність
В. Н. Станко опублікував близько 150 друкованих праць, у тому числі кілька монографій. За результатами цих досліджень ним було зроблено ряд цікавих доповідей на наукових конференціях в Україні, Росії, Молдавії, Болгарії, Великій Британії, Франції, Німеччини. Також за його участю було організовано проведення багатьох міжнародних історичних, археологічних і етнологічних наукових конференцій. Він був науковим керівником міжнародного проекту в рамках програми INTAS.
У 1978 р. В. Н. Станко організував і очолив великі роботи в долині річки Бакшали, в результаті яких вдалося відкрити стоянки кам'яної доби у с. Анетівка Доманівського району Миколаївської області. Були проведені розкопки цікавого і важливого верхнепалеолитичного поселення Анетівка 2, а матеріали, отримані в результаті цих робіт, видані у 1989 р. в монографії «Пізньопалеолітичне поселення Анетівка 2».
В. Н. Станко вів активну видавничу діяльність. З 1989 р він був постійним членом редколегії республіканського журналу «Археологія», членом Всеукраїнського Проводу і членом Президії обласної філії товариства охорони пам'яток історії та культури, головою українського відділення Російського археологічного товариства. Також В. Н. Станко входив до складу спеціалізованої вченої ради по захисту докторських дисертацій при Інституті археології НАН України. З 1996 по 2004 рр. він очолював створений з його ініціативи Спеціалізовану вчену раду із захисту кандидатських дисертацій при історичному факультеті ОДУ імені І. І. Мечникова.
В. Н. Станко був нагороджений медаллю «Ветеран праці» (1987), Почесною грамотою Міністерства освіти України (2000), Орденом Паісія Хилендарського першого ступеня (Болгарія, 2004). В. Н. Станко — Лауреат Державної премії України в галузі науки і техніки 2002 р.

## Нагороди
Був нагороджений
- медаллю «Ветеран праці» (1987),
- Почесною грамотою Міністерства освіти і науки України (2002),
- Орденом Паїсія Хилендарського першого ступеня (Болгарія, 2004);
- Лауреат Державної премії України в галузі науки і техніки (2002).

## Праці
Монографії:
- (рос.)Мирное. Проблема мезолита степей Северного Причерноморья (1982);
- (рос.)Позднепалеолетическое поселение Анетовка ІІ" (1989, у співавторстві);
- (рос.)Финальный палеолит и мезолит горного Крыма (1994, у співавторстві); Історія первісного суспільства (1999, у співавторстві);
- Давня історія України (редактор і співавтором першого тому, 1997).

Статті:
- Витоки цивілізації //Пам'ятки України. — 1985. — № 2;
- Деякі особливості структури поселень пізнього палеоліту // Археологія Південного Заходу України. — К., 1992;
- (рос.)Охотники на бизонов в позднем палеолите краины // Археологический альманах. — Донецк, 1997. — № 5;
- (рос.)Культ бизона (быка) в древних обществах Северного Причорноморья // Древности. Труды РАО. — 1995. — Т. 19;
- (рос.)Первые скотоводы Восточной Европы //Археологія та етнологія Східної Європи. — Одеса, 2000;
- Етнографското изучаване на българите от Южна Украйна в Одеския ун-т: методика и направление на изследованията //Българска етнология. — София, 1996. — Год. XXII. — Кн.2 (співавтор А. В. Шабашов);
- Landscape Dynamics and Mesolithic Settlement in the North Pontic Steppes // Landscape in Flux Cent. and East. Europe in Antiquity. — London, 1997;
- Bison Hunters in the Late Palaeolithic of the Ukraine //La Bison. — Toulouse, 1999;
- First Cattle-Breeders of the Azov-Pontic Steppes //Prehistoric Steppe Adaptation and the Horse. Cambridge, 2003;
- (рос.)Терновка: Документы и материалы по истории (1792—1822)/Станко В. Н., Самаритаки Е. С., Уварова Е. А., Пригарин А. А. — Одеса, 2004.